# Makoto Takimoto
Makoto Takimoto (japonsky 瀧本 誠), (* 8. prosince 1974 v Iwai (prefektura Ibaraki), Japonsko) je bývalý japonský zápasník – judista, olympijský vítěz z roku 2000. Po skončení sportovní kariéry v roce 2004 se živil jako profesionál v Pride FC (MMA).

## Sportovní kariéra
Judu se věnoval od 6 let. Do japonské reprezentace se dostal poprvé jako student Nihonské univerzity v Čijodě. Od roku 1996 nahradil v polostřední váze Tošihika Kogu, ale výrazně nad svými domácími rivaly nevyčníval – Masahiko Tomouči, Kazunori Kubota. V roce 2000 vyhrál Japonské mistrovství a zajistil si účast na olympijských hrách v Sydney. Ve čtvrtfinále a semifinále přežil taktické judo dvou Francouzů, ve finále porazil Jihokorejce Čo In-čchola a získal zlatou olympijskou medaili. Po olympijských hrách polevil v tréninku a v roce 2002 byl vyhozen z týmu JRA. V roce 2003 působil na klubové úrovni ve Francii a v roce 2004 se neúspěšně pokusil o kvalifikaci na olympijské hry v Athénách, následně ukončil sportovní kariéru.

### Vítězství
- 1997 - 1x světový pohár (Mnichov)
- 2000 - 1x světový pohár (Mnichov)

### Výsledky
| Turnaj            | 1995             | 1996             | 1997             | 1998             | 1999             | 2000             |
| Turnaj            | 21               | 22               | 23               | 24               | 25               | 26               |
| Turnaj            | polostřední váha | polostřední váha | polostřední váha | polostřední váha | polostřední váha | polostřední váha |
| ----------------- | ---------------- | ---------------- | ---------------- | ---------------- | ---------------- | ---------------- |
| Olympijské hry    |                  | —                |                  |                  |                  | 1.               |
| Mistrovství světa | —                |                  | úč.              |                  | —                |                  |
| Mistrovství Asie  | 1.               | —                | —                |                  | —                | 3.               |

## Profesionální kariéra
Koncem 2004 podepsal smlouvu s Pride Fighting Championships, promotérem turnajů v Mixed martial arts. Od roku 2007 působil u Sengoku Raiden Championship.
Mezi profesionály v letech 2005–2010, měl průměrnou zápasovou bilancí – 6 výher, 5 proher.